# Borszyny
Borszyny (niem. Borschenen) – wieś w Polsce, położona w województwie warmińsko-mazurskim, w powiecie kętrzyńskim, w gminie Barciany.
| SIMC    | Nazwa         | Rodzaj     |
| ------- | ------------- | ---------- |
| 1046323 | Nowe Borszyny | przysiółek |

W latach 1975–1998 wieś administracyjnie należała do województwa olsztyńskiego.